# Дівчинка з міста
Дівчинка з міста (рос. Девочка из города) — радянський художній фільм 1984 року, знятий на Свердловській кіностудії за однойменною повістю Л. Воронкової.

## Сюжет
Маленька дівчинка Валентинка, яка втратила на війні матір і батька, евакуюється із Сталінграда до Челябінська разом з двома жінками. По дорозі їх поселили в селі Нечаївка місцеві жителі: нагодували і дали зігрітися, а так як дівчинка захворіла, її довелося залишити на піклування господині — Дар'ї Шаліхіної, щоб після одужання, вона сама відвезла дівчинку в дитячий будинок. Спочатку Валентинці непросто звикати до сільського способу життя, та й освоїтися в сім'ї, де вже є троє дітей — теж непросто. Протягом картини поступово виростає взаємна симпатія, що діти навіть починають вважати її «своєю». Про відправку в дитбудинок вже не йде й мови, тим більше, що і чоловік Дар'ї, що воює на Сталінградському фронті, підтримує це рішення: «Я тепер усім кажу, що у мене четверо дітей».

## У ролях
- Олена Нікітіна — Валентинка
- Світлана Уфімцева — Таїска, дочка Дар'ї
- Анастасія Гусарова — Груня, Аграфена, старша дочка Дар'ї
- Максим Онуфрійчук — Романок, син Дар'ї
- Наталія Єгорова — Дарина Шаліхіна
- Олег Ніколаєвський — дід Костянтин Матвійович, батько Петра
- Анатолій Рудаков — Олексій Грачов
- Галина Арсентьєва — епізод
- Ніна Балагіна — мати Валентинки
- Анастасія Виноградова — сільська дівчинка
- Андрій Канев — епізод
- Людмила Липатникова — епізод
- Микола Нечев — епізод
- Андрій Уфімцев — епізод
- Ніна Шарова — біженка з Сталінграда
- Валентина Грекова — епізод

## Знімальна група
- Режисер-постановник — Олег Ніколаєвський
- Сценарист — Іван Воробйов
- Оператор-постановник — Ігор Лукшин
- Композитор — Євген Стіхін
- Художник-постановник — Владислав Расторгуєв